# Sociolecte
En lingüística, un sociolecte és la parla d'un grup social, d'una classe social, o de tota mena de categoria que es distingeix de les altres mitjançant certs elements en el seu codi lingüístic, que permeten així la seva identificació. És diferent del dialecte, que correspon a una variant geogràfica; tanmateix pot haver-hi confluències i influències entre sociolectes i dialectes.
La unitat més petita de la variació lingüística s'anomena l'idiolecte i correspon a la parla d'un individu.